# Polska Andegawenów

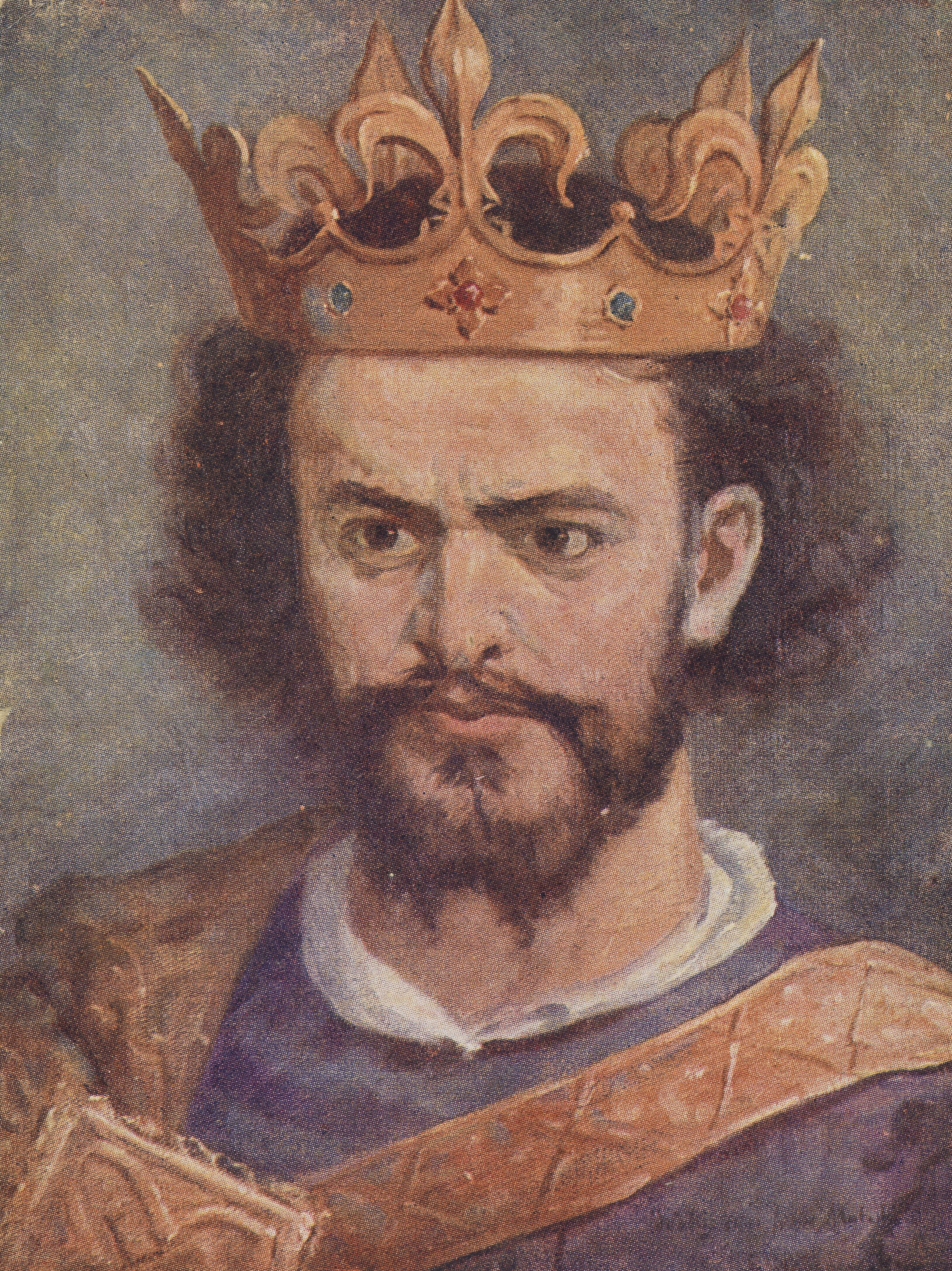
Ludwik Węgierski

Polska Andegawenów – w 1370 r. po śmierci Kazimierza III Wielkiego królem Polski został jego siostrzeniec, król Węgier Ludwik Węgierski. Drogę do korony i dziedzictwa po ostatnim Piaście na tronie polskim torował sobie układami z lat 1339 i  1355. Jednakże władzy na ziemiach polskich nie sprawował osobiście. Wyręczała go matka, Elżbieta Łokietkówna. W 1374 r. w zamian za uznanie przez szlachtę praw do korony polskiej jednej ze swych córek (nie posiadał męskiego potomka), wydał przywilej koszycki, który spowodował ograniczenie wpływów do królewskiego skarbca. Zmarł w 1382 r. Na tronie polskim, zgodnie z postanowieniami przywileju koszyckiego, miała zasiąść jedna z jego córek, pierwotnie miała to być Katarzyna. W latach 1382–1385 Wielkopolska była ogarnięta wojną domową Grzymalitów z Nałęczami, gdzie rycerski ród Nałęczów otwarcie wystąpił przeciwko rządom Andegawenów w Polsce.

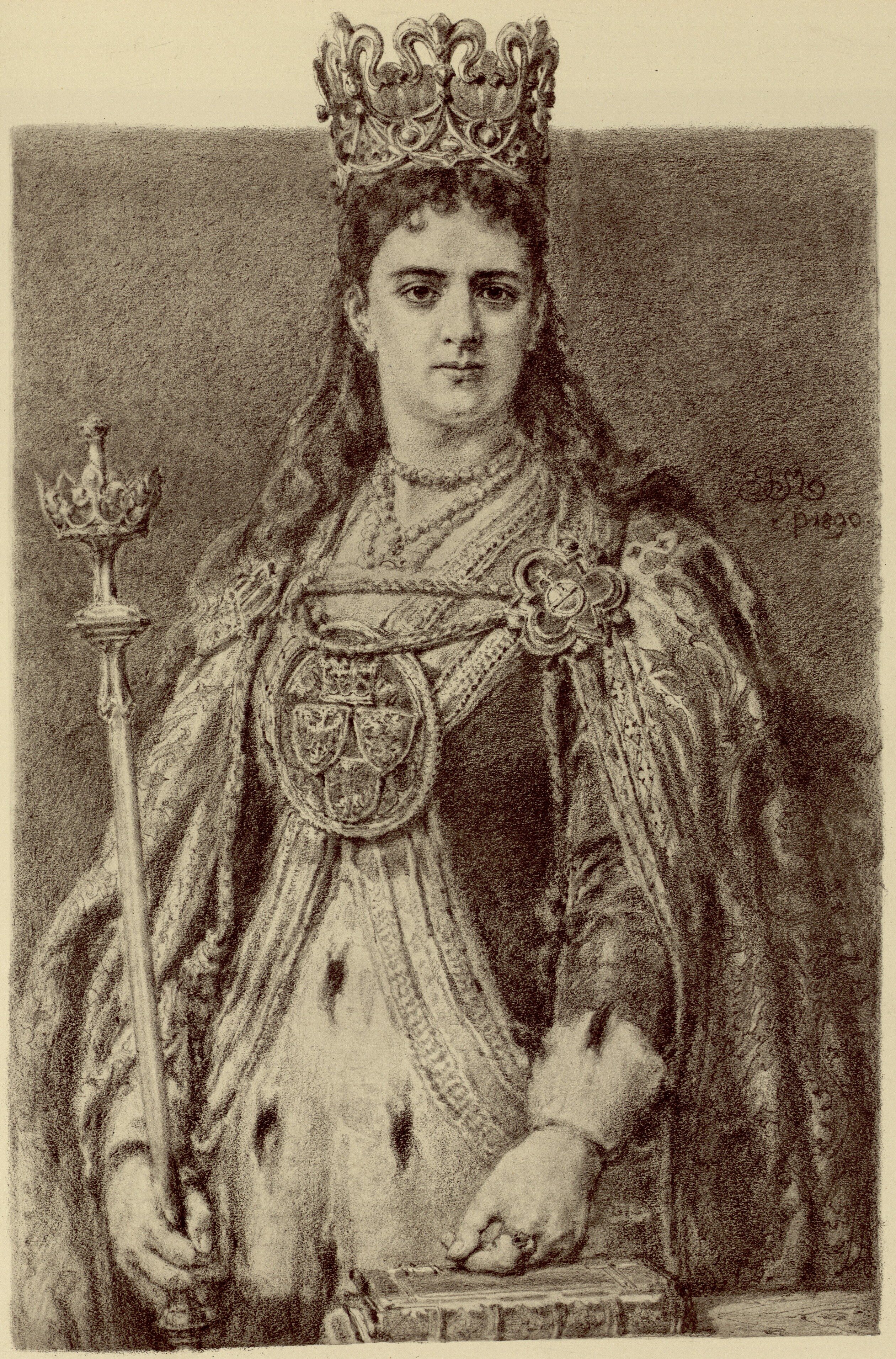
Jadwiga Andegaweńska

Panowie polscy wybrali jednak młodziutką Jadwigę Andegaweńską, która panowanie w Polsce rozpoczęła dopiero w 1384 r. (koronowana w katedrze wawelskiej 16 października). Była ona zaręczona z księciem austriackim Wilhelmem, lecz panowie polscy w obliczu zagrożenia przez zakon krzyżacki ofiarowali rękę wielkiemu księciu litewskiemu Jagielle. Młodziutką królową trzeba było do tego kroku przekonywać. Używano przeróżnych argumentów, mianowicie, że zaręczyny w wieku nieletnim są nieważne, że to dla dobra państwa i dla krzewienia wiary (Jagiełło przyrzekł schrystianizować Litwę co stało się faktem w 1387 r.). Dzięki jej zgodzie zawarto w 1385 r. pierwszą unię polsko-litewską w Krewie.
W 1387 r. młoda władczyni wyprawiła się na Ruś Halicką, żeby dla Polski odzyskać ten teren, który w czasie panowania jej ojca znalazł się pod węgierską władzą. Wyprawa władczyni zakończyła się sukcesem. 17 lipca 1399 r. zmarła w Krakowie. W testamencie swoje klejnoty ofiarowała Akademii Krakowskiej. W 1979 r. została przez papieża Jana Pawła II ogłoszona błogosławioną a w 1997 r. świętą.